# Phlogistique

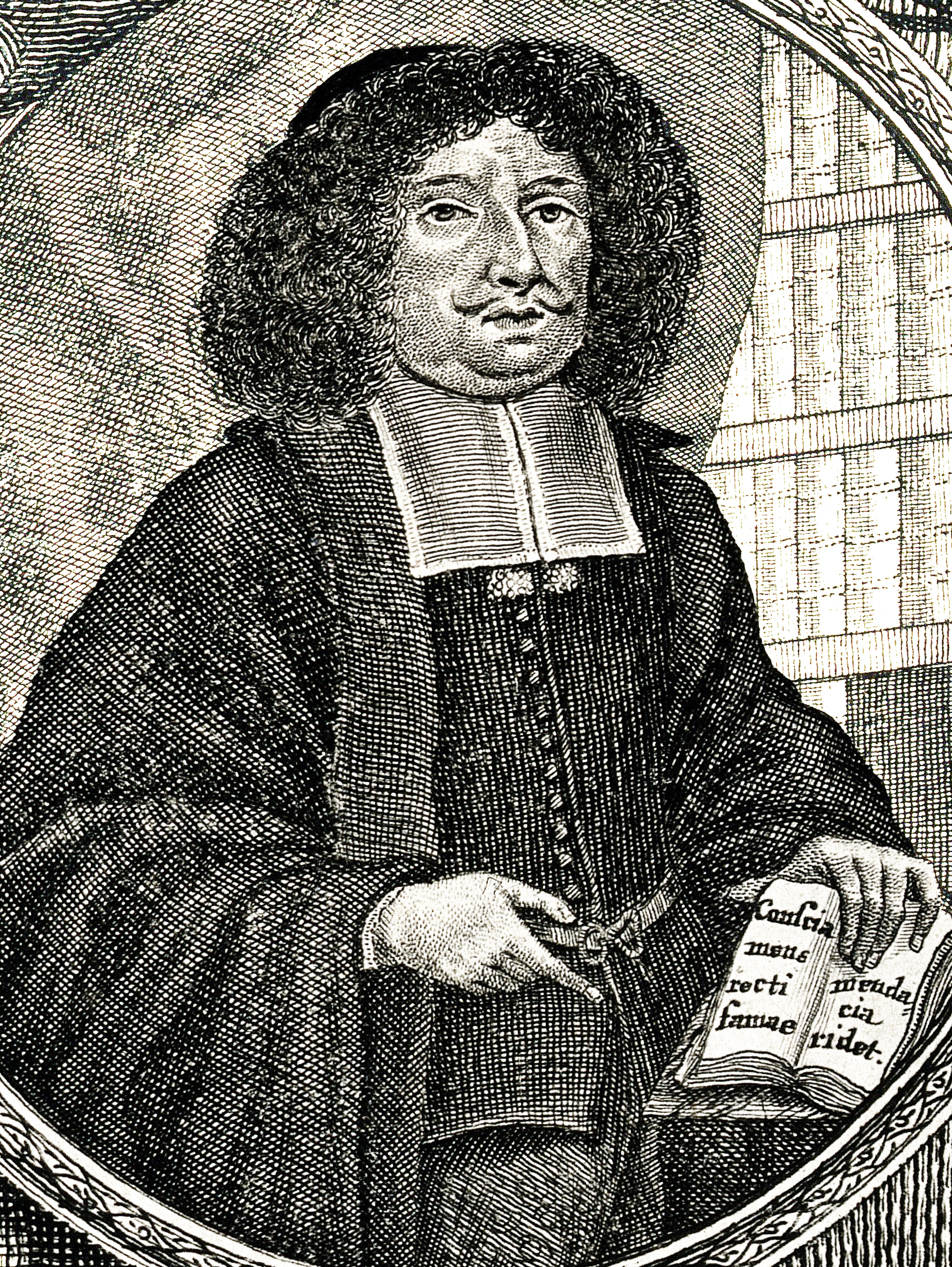
L'alchimiste, chimiste et médecin Johann Joachim Becher qui proposa la théorie du phlogistique.

La théorie du phlogistique est une théorie chimique révolue qui expliquait la combustion en postulant l'existence d'un « élément-flamme », fluide nommé φλογιστόν (phlogistón) (du grec φλόξ phlóx, flamme), présent au sein des corps combustibles. Elle a été conçue par le chimiste allemand Johann Joachim Becher à la fin du XVIIe siècle, et développée par Georg Ernst Stahl. Cette théorie, réfutée par la découverte du rôle de l'oxygène de l'air dans le processus de combustion, mis en évidence par Lavoisier au XVIIIe siècle, a été supplantée par la théorie du calorique.
L'idée de base est que, puisque les flammes sont réelles, il doit nécessairement exister un élément qui participe à la constitution des corps combustibles, fluide comme les flammes le sont manifestement et qui, à la suite de la combustion, serait le constituant concret principal de ces flammes. L'idée se rattache aux quatre éléments d’Empédocle censés constituer toute chose selon la philosophie naturelle.

## Théorie
On a longtemps cru que la chaleur était constituée d'un fluide que l'on avait nommé le « phlogistique » (dérivé savant formé par J.J. Becher d'après le grec phlogistos : « inflammable »). On peut l'associer au feu. La perte de masse résultant d'une combustion (on parlait de calcination, toute substance calcinée retournait à l'état de chaux, chaux décrivant surtout l'aspect pulvérulent et terreux du résidu) était attribuée au départ du phlogistique : la masse qui partait était de la chaleur.
La théorie affirme que tous les matériaux inflammables contiennent du phlogiston, une substance incolore, inodore, impondérable, qui serait dégagée en brûlant. Une fois brûlée, la substance « déphlogistifiée » apparaîtrait sous sa vraie forme.
Selon Georg Ernst Stahl, l'opération inverse est possible : « Voulez-vous rendre à cette chaux sa ductilité, son élasticité, sa malléabilité, enfin toutes les propriétés qui caractérisent le métal, rendez-lui son phlogistique. » Si vous donnez au colcothar — chaux de fer soit un oxyde de fer — du phlogistique vous le changerez en fer ; si vous donnez au pompholix — chaux de zinc, soit un oxyde de zinc — du phlogistique vous aurez le zinc, etc. Comment donnerez-vous à ces chaux du phlogistique : en les chauffant avec du charbon, avec des graisses, en un mot avec des substances qui abondent en phlogistique.
Lorsque Georg Ernst Stahl énonce sa théorie du phlogistique, il explique la combustion du feu, mais aussi l'alimentation/digestion ou la corrosion (rouille du fer). À cet égard, le dégagement du phlogistique renvoie à une règle moderne concernant le déplacement des équilibres. « Le phlogistique est du feu fixé dans la matière et qui s'en échappe lors des combustions. » Plus un corps contient de phlogistique, et mieux il brûle.
Les substances « phlogistifiées » sont donc celles qui n'ont pas encore brûlé. Étant donné le besoin d'air pour la combustion d'une substance, on pensait également que l'air avait une relation spéciale avec le phlogiston.
Par exemple, le charbon, ou le H2 (dihydrogène) contiennent du phlogistique presque pur.
Daniel Rutherford, un étudiant de Joseph Black, a découvert l'azote (Nitrogen) en 1772 et il s'est appuyé sur cette théorie pour expliquer ses résultats. Les résidus d'air laissés après la combustion — en fait, un mélange d'azote et de dioxyde de carbone —, étaient parfois appelés « air phlogistifié », ayant absorbé tous les phlogistons de la substance.

Ainsi, quand l'oxygène fut découvert par Joseph Priestley, ce dernier le baptisa « air déphlogistifié », capable de se combiner avec plus de phlogistons et pouvant ainsi brûler plus longtemps que de l'air « ordinaire ».

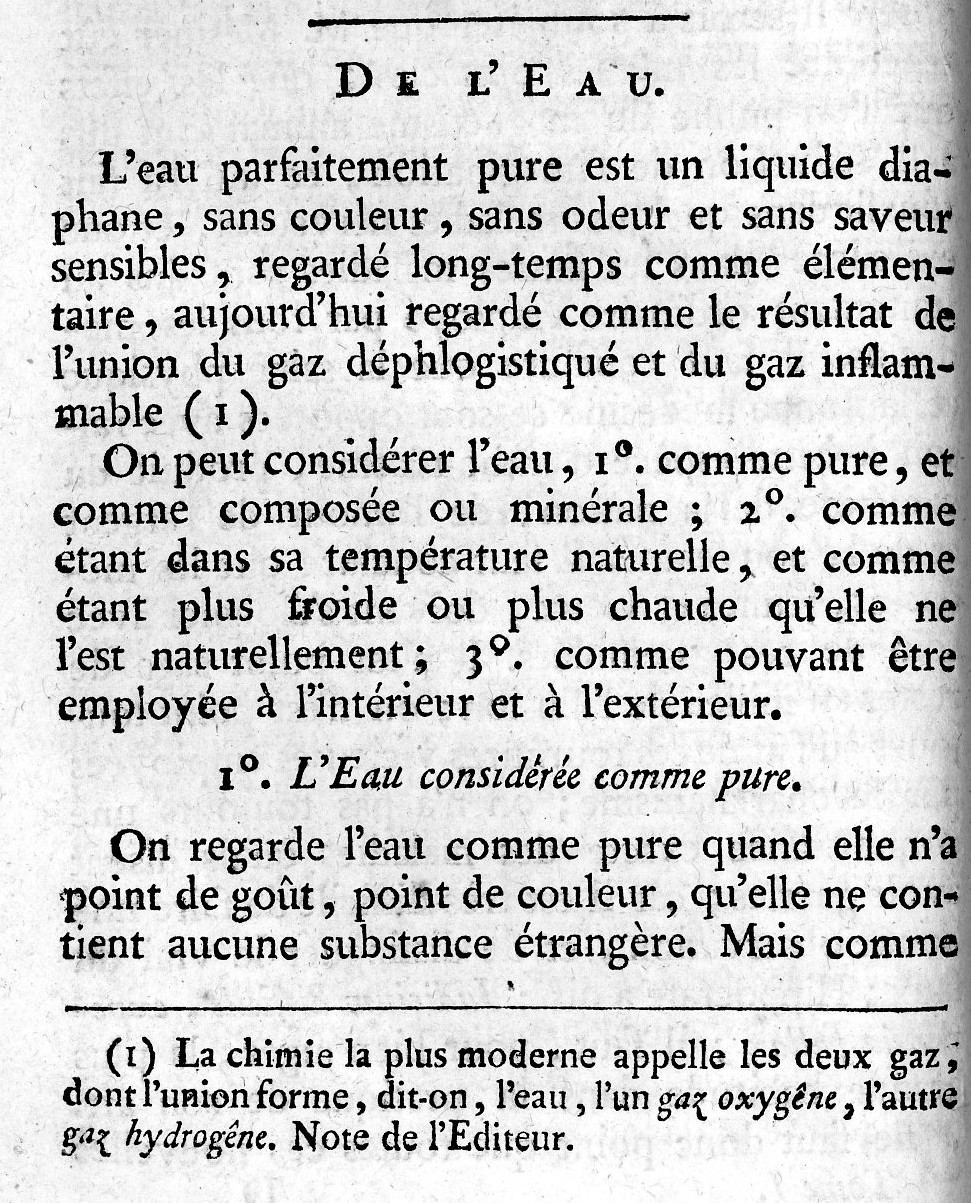
Livre de chimie de 1789 où le « gaz déphlogistifié » et le « gaz inflammable » pourraient former de l'eau.

## Mise en cause
Par la suite, quantité d'expériences ont mis en évidence de nombreux problèmes, notamment le fait que des métaux, comme le magnésium, gagnaient de la masse en brûlant, bien qu'ils aient dû perdre des phlogistons. Certains partisans des phlogistons ont expliqué cela en concluant que ceux-ci avaient une « masse négative » ; d'autres, comme Jean Pierre Chardenon et Louis-Bernard Guyton-Morveau, ont argué que le phlogiston était plus léger que l'air. Toutefois, une analyse plus détaillée, fondée sur le principe d'Archimède et les densités du magnésium, ont montré que le fait d'être plus léger que l'air ne peut démontrer l'augmentation de la masse selon cette théorie. La théorie des phlogistons est restée dominante jusqu'à ce qu'Antoine Lavoisier montre que la combustion nécessite la présence d'oxygène, résolvant ainsi le paradoxe pondéral et jetant les bases d’une nouvelle théorie calorifique de la combustion, grâce à une nouvelle notion énergétique : le calorique.
D'un certain point de vue, la théorie des phlogistons peut être vue comme opposée à la « théorie de l'oxygène » moderne. La théorie des phlogistons affirme que tout matériau inflammable contient des phlogistons libérés durant la combustion, laissant la matière « déphlogistifiée » sous sa « vraie » forme. Dans la théorie moderne, les matériaux inflammables (ou non rouillés) sont « désoxygénés » sous leur forme pure, et oxygénés quand ils sont brûlés.
La remise en cause de cette théorie a été féconde ; elle est à la base de la chimie organique et de l'étude des réactions d'oxydoréduction.

## Liens